# 曼纳海姆防线
曼納海姆防線（芬蘭語：Mannerheim-linja）是芬蘭建造於卡累利阿地峽用來防禦蘇聯的防禦工事。
芬蘭花了10年建設，成功將曼納海姆防線建造成完整的防禦工事體系。它由縱深約90公里的3道防禦地帶組成，各道防禦地帶配合著沼澤湖泊等天然障礙物興建，構築有670個固定射擊工事和火力點，另有近800個地下暗堡，並以交通壕連接。在主要防禦地帶前設有20～60公里縱深的緩衝地帶。主要防禦地帶前和緩衝地帶內廣泛設置了反坦克和反步兵地雷和反坦克樁砦、反坦克壕和反坦克崖壁。
在冬季戰爭期間，它被命名為「曼納海姆防線」來紀念卡爾·古斯塔夫·埃米爾·曼納海姆。戰爭中絕大部份戰事都發生在此防線上。

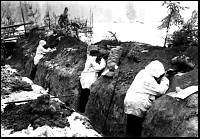
建造曼納海姆防線的步兵

## 參照
- 薩爾帕防線（Salpa Line）
- 卡累利強化區（英语：Karelian Fortified Region）（KaUR）

## 延伸閱讀
- The Winter War, the Russo-Finnish War of 1939-40, Willam R. Trotter, Aurum Press Ltd, London 2003, ISBN 1-85410-932-4

## 外部連結
- （英文）（俄文）曼納海姆防線網站
- （英文）曼納海姆防線歷史
- （英文）（俄文）Mannerheim Line at the Northern Fortress （页面存档备份，存于）